# Bebek András
Pelsőci Bebek András Zsigmond király lovászmestere, Bebek Imre bán, vajda, országbíró fia volt.

## Élete
A konstanzi zsinat időszakában elkísérte Zsigmondot Aachenbe és Konstanzba, ahol lovászmesterré nevezték ki. Tagja volt az Aragóniába küldött küldöttségnek, majd valószínűleg Calais-ban várta meg többedmagával az Angliából visszatérő királyt 1416 szeptemberében.